# Seasoned Players
Seasoned Players é uma premiada série de filmes pornográficos dirigido e produzido por Tom Byron. A série é focada em mulheres "Milf", e muitas vezes inclui alguns retornos relevantes. 
Esta série tem 17 partes oficiais, uma versão especial (Seasoned Players Meets Asseaters Unanimous) e uma compilação (Best of Seasoned Players). Em 2009, o diretor Tom Byron iniciou uma série spin-off, Unseasoned Players, que tem três partes.

## Videografia
- Seasoned Players 1 (2007): Angelica Sin, Cheyenne Hunter, Kendra Secrets, Lisa Sparxxx, Veronica Rayne, Tom Byron
- Seasoned Players 2 (2007): Friday, Kristine Madison, Monique, Nina Hartley, Sara Jay, Tom Byron
- Seasoned Players 3 (2008): Carolyn Reese, Darryl Hanah, Demi Delia, Mae Victoria, Shannon Kelly, Tom Byron
- Seasoned Players 4 (2008): Amber Lynn, Ginger Lynn, Keisha, Kylie Ireland, Lisa Ann, Tom Byron
- Seasoned Players 5 (2008): Brenda James, Kayla Quinn, Midori, Olivia O'Lovely, Victoria Valentino, Tom Byron
- Seasoned Players 6 (2008): Brittany O'Connell, Julia Ann, Rachel Love, Tom Byron
- Seasoned Players 7 (2008): Davia Ardell, Kayla Synz, Melissa Monet, Raquel Devine, Teri Weigel, Tom Byron
- Seasoned Players 8 (2009): Devon Lee, Janet Mason, Kelly Nichols, Lola, Vannah Sterling, Tom Byron
- Seasoned Players 9 (2009): Brandi Love, Chloé, Mika Tan, Monique Fuentes, Sheila Marie, Tom Byron
- Seasoned Players 10 (2009): Kelly Leigh, Maria Bellucci, Payton Leigh, Syren De Mer, Tabitha Stevens, Sean Michaels, Tom Byron
- Seasoned Players Meets Asseaters Unanimous (2009): Adriana Deville, Gina Rome, Hunter Bryce, Raylene, Tanya Tate, Sean Michaels, Tom Byron
- Seasoned Players 11 (2009): Alana Evans, Jada Fire, Lisa Ann, Monique, Zoey Holloway, Deep Threat, Sean Michaels, Tee Reel, Tom Byron
- Seasoned Players 12 (2010): Ariella Ferrera, Aurora Snow, Mellanie Monroe, Nina Hartley, Persia Pele, Justice Young, Sean Michaels, Tom Byron, Tommy Gunn
- Seasoned Players 13 (2010): Kaylynn, Nicki Hunter, Sexy Suz, Nick Manning, Sean Michaels, Tom Byron
- Seasoned Players 14 (2010): Carolyn Reese, Diana Prince, J.R. Carrington, Jewels Jade, Rebecca Bardoux, Rocco Reed, Tom Byron
- Seasoned Players 15 (2011): Alana Evans, RayVeness, Shay Fox, Zoey Holloway, Mark Zane, Tom Byron
- Seasoned Players 16 (2011): Brenda James, India Summer, Mandy Sweet, Morgan Ray, Nikki Charm, Rachel Love, Tom Byron
- Seasoned Players 17 (2012): Cytherea, Katja Kassin, Tommy Pistol

## Prêmios e indicações
| Ano  | Cerimônia  | Resultado | Prêmio                                  | Filme                                      |
| ---- | ---------- | --------- | --------------------------------------- | ------------------------------------------ |
| 2009 | AVN Award  | Indicado  | Best MILF Release                       | Seasoned Players 6                         |
| 2009 | AVN Award  | Venceu    | Best MILF Series                        | Seasoned Players                           |
| 2010 | AVN Award  | Indicado  | Best MILF Release                       | Seasoned Players 7                         |
| 2010 | AVN Award  | Venceu    | Best MILF Series                        | Seasoned Players                           |
| 2010 | XBIZ Award | Indicado  | Gonzo Release of the Year               | Seasoned Players 7                         |
| 2010 | XRCO Award | Venceu    | Best Gonzo Series                       | Seasoned Players                           |
| 2011 | AVN Award  | Venceu    | Best MILF Series                        | Seasoned Players                           |
| 2011 | XBIZ Award | Indicado  | Gonzo Release of the Year - Non-Feature | Seasoned Players 12                        |
| 2011 | XRCO Award | Indicado  | Best Gonzo Series                       | Seasoned Players                           |
| 2012 | AVN Award  | Venceu    | Best MILF Release                       | Seasoned Players 16                        |
| 2012 | AVN Award  | Venceu    | Best MILF Series                        | Seasoned Players                           |
| 2012 | XBIZ Award | Venceu    | All-Sex Series of the Year              | Seasoned Players                           |
| 2013 | AVN Award  | Venceu    | Best Squirting Release                  | Seasoned Players 17: The Squirting Edition |